# Agramma laetum
Acalypta parvula ist eine Wanze aus der Familie der Netzwanzen (Tingidae).

## Merkmale
Die Wanzen werden 1,8 bis 2,5 Millimeter lang. Anders als bei den übrigen Netzwanzen ist der Seitenrand des Pronotums bei Acalypta parvula nicht ausgezogen und netzartig strukturiert. Auch fehlen dem Pronotum die typischen Kiele der Netzwanzen. Der Kopf, die Fühler und das Zentrum des Pronotums sind schwarz, die Hemielytren und der vordere Teil des Pronotums sind gelbbraun. Die Beine sind rötlich gefärbt. Im Norden Deutschlands findet man nur Exemplare mit verkürzten (brachypteren) Flügeln, im Süden treten hingegen selten auch voll geflügelte (makroptere) Tiere auf.

## Verbreitung und Lebensraum
Die Art ist in West- und Mitteleuropa und Skandinavien verbreitet. Sie fehlt in Finnland. In Mitteleuropa kommt sie nur vereinzelt vor, kann lokal aber sehr häufig sein. Sie tritt vom Flachland bis in montane Lagen auf. In Großbritannien ist sie im Süden verbreitet und selten. Besiedelt werden im Norden Deutschlands vor allem feuchte Lebensräume wie Moore und Feuchtwiesen, aber auch trockene Lebensräume wie Kalk- und Sandmagerrasen, Dünen und trockene Waldlichtungen. Man findet sie auch in durch Salz beeinflussten Gebieten.

## Lebensweise
Die Tiere leben an verschiedenen Binsengewächsen (Juncaceae) und Sauergrasgewächsen (Cyperaceae). In Wäldern findet man sie besonders an Hainsimsen (Luzula). Man findet sie an der Basis der Gräser oder in den Blütenständen. In höheren Lagen und im Norden ihres Verbreitungsgebietes wird eine Generation pro Jahr ausgebildet. In warmen und trockenen Lebensräumen im Süden gibt es eine zweite Generation pro Jahr. Die Überwinterung erfolgt als Imago. Die Weibchen stechen ihre Eier tief in das Gewebe der Nahrungspflanzen ein.

## Belege